# 1896
1896. је била преступна година.

## Догађаји

### Јануар
- 4. јануар — Јута је примљена у Унију као 45. америчка савезна држава.

### Фебруар
- 1. фебруар — У Торину је премијерно изведена Пучинијева опера Боеми.

### Март
- 1. март — Етиопска војска краља Менелика II је победила Италијане у одлучујућој бици код Адве, чиме су окончане италијанске претензије у Првом италијанско-абисиниском рату.
- 1. март — Француски физичар Анри Бекерел је открио радиоактивност када је изложио фотографске плоче уранијуму.

### Април
- 6. април — У Грчкој су отворене прве модерне Олимпијске игре.
- 7. април — Арктичка експедиција коју је предводио норвешки истраживач Фритјоф Нансен је стигла до 86°13,6' СГШ.

### Мај
- 18. мај — Врховни суд САД је пресудио у случају Плеси против Фергусона да је доктрина „одвојени, али једнаки“ у складу са америчким уставом.

### Август
- 27. август — Почео је и завршио се Енглеско-занзибарски рат, најкраћи рат у историји ратовања.

### Октобар
- 26. октобар — Потписан је споразум у Адис Абеби којим је успостављен мир између Италије и Абисиније.

### Новембар
- 3. новембар — На председничким изборима у САД, кандидат Републиканске странке, Вилијам Макинли, победио је кандидата Демократске странке, Вилијама Џенингса Брајана.

### Датум непознат
- Википедија:Непознат датум — Београд, одржана прва биоскопска представа у кафани „Код златног крста“ 6. јуна

## Рођења

### Јануар
- 1. јануар — Вукић Мићовић, српски хемичар, ректор Београдског универзитета и академик САНУ.
- 2. јануар — Ђузепе Енричи, италијански бициклиста. (†1968)

### Фебруар
- 26. фебруар — Андреј Жданов, совјетски политичар. († 1948)

### Април
- 3. април — Николај Сејмонов, руски физичар и хемичар. (†1986).

### Јул
- 14. јул — Буенавентура Дурути, шпански револуционар и анархиста. (†1936)

### Август
- 15. август — Герти Кори, америчка биохемичарка и добитница Нобелове награде за физиологију (†1957)

### Новембар
- 20. новембар — Алија Алијагић, комунистички револуционар. († 1922)

### Децембар
- 1. децембар — Георгиј Жуков, маршал Совјетског Савеза
- 27. децембар — Маурис де Вале, белгијски бициклиста. (†1952).

## Смрти

### Фебруар
- 8. фебруар — Георгије Николајевић митрополит СПЦ (†1807)
- 20. фебруар — Милош Миле Димитријевић, српски правник, политичари председник Матице српске (*1824)

### Мај
- 1. мај — Насир ел Дин Шах Каџар, персијски краљ

### Јул
- 13. јул — Фридрих Кекуле, немачки хемичар (*1829)